# فرانك غيير
فرانك غيير (بالإنجليزية: Frank Geyer)‏ هو محقق أمريكي، ولد في 28 يوليو 1853 في فيلادلفيا في الولايات المتحدة، وتوفي في 4 أكتوبر 1918.